# Arnebia purpurascens
Arnebia purpurascens là loài thực vật có hoa trong họ Mồ hôi. Loài này được (A.Rich.) Baker mô tả khoa học đầu tiên năm 1905.